# Стефано Окака
Стефано Окака (італ. Stefano Okaka, нар. 9 серпня 1989, Кастільйоне-дель-Лаго) — італійський футболіст нігерійського походження, нападник клубу «Істанбул Башакшехір». Грав за національну збірну Італії.

## Клубна кар'єра
Народився 9 серпня 1989 року в місті Кастільйоне-дель-Лаго в родині вихідців з Нігерії. Вихованець юнацьких команд футбольних клубів «Читтаделла» та «Рома».
У дорослому футболі дебютував 2004 року виступами за «Рому», в якій провів три сезони, взявши участь лише у 14 матчах чемпіонату. За цей час 2007 року виборов титул володаря Кубка Італії, хоча у фінальних матчах участі не брав.
У сезоні 2007/08 на правах оренди виступав в Серії Б за «Модену».
Влітку 2008 року повернувся в «Рому», але знову закріпитись не зумів, через що в січні 2009 року знову відправився в Серію Б, де виступав до кінця сезону за «Брешію».
В другій половині 2009 року Стефано знову не зумів закріпитись в «Ромі» і на початку 2010 року відправився за кордон, де став виступати в англійській Прем'єр-лізі за «Фулгем».
Влітку 2010 року Окака вкотре повернувся в «Рому», але за півроку зіграв лише чотири матчі в чемпіонаті і один в суперкубку.
5 січня 2011 року перейшов в клуб «Барі» на правах оренди. 6 січня 2011 року Окака Чука дебютував за барезців в гостьовому матчі проти «Лечче» і на 78-й хвилині забив переможний гол. Всього до кінця сезону зіграв 14 матчів і забив 2 голи, проте не зміг врятувати команду від вильоту з Серії А. Після цього повернувся в Рим, але до кінця року зіграв лише дві гри в Лізі Європи проти словацького «Слована» (Братислава). 
22 січня 2012 року перейшов на правах піврічної оренди в «Парму» . 20 серпня 2012 року «Рома» оформила угоду з продажу прав на гравця «Пармі», після чого Окака Чука був відданий в річну оренду в «Спецію».
До складу клубу «Сампдорія» приєднався 31 січня 2014 року в обмін на Ніколу Поцці. 28 липня 2015 року за 3 мільйони євро перейшов до складу бельгійського «Андерлехта».
Своєю грою у Бельгії зацікавив керівництво англійського «Вотфорда», з яким 29 серпня 2016 року уклав п'ятирічний контракт. Проявити себе в англійському футболі нападнику не вдалося і в січні 2019 року він повернувся на батьківщину, ставши на умовах річної оренди гравцем «Удінезе».

## Виступи за збірні
У віці 18 років, 2007 року, отримав італійське громадянство і отримав право грати в збірних командах Італії.
2007 року дебютував у складі юнацької збірної Італії, разом з якою став віце-чемпіоном Європи 2008 року. Всього взяв участь у 3 іграх на юнацькому рівні, відзначившись одним забитим голом.
Протягом 2008–2010 років залучався до складу молодіжної збірної Італії. На молодіжному рівні зіграв у 9 офіційних матчах, забив 4 голи.
18 листопада 2014 року дебютував в офіційних матчах у складі національної збірної Італії в товариській грі проти збірної Албанії, вийшовши на заміну на 65 хвилині замість Себастьяна Джовінко. На 82 хвилині Окака забив єдиний гол в матчі і приніс італійцям перемогу. Протягом шести років провів у формі головної команди країни 5 матчів, забивши 1 гол.
| Дата       | Місто        | Господарі | Результат | Гості   | Турнір                               | Голи | Примітки |
| ---------- | ------------ | --------- | --------- | ------- | ------------------------------------ | ---- | -------- |
| 18-11-2014 | Генуя        | Італія    | 1 – 0     | Албанія | товариський матч                     | 1    | 65'      |
| 13-11-2015 | Брюссель     | Бельгія   | 3 – 1     | Італія  | товариський матч                     | -    | 80'      |
| 17-11-2015 | Болонья      | Італія    | 2 – 2     | Румунія | товариський матч                     | -    | 70'      |
| 29-3-2016  | Мюнхен       | Німеччина | 4 – 1     | Італія  | товариський матч                     | -    | 68'      |
| 15-11-2020 | Реджо-Емілія | Італія    | 2 – 0     | Польща  | Ліга націй УЄФА 2020-2021 - 1-й етап | -    | 79'      |
| Усього     |              | Матчів    | 5         |         | Голів                                | 1    |          |

## Титули і досягнення
- Володар Кубка Італії (1):

«Рома»:  2006-07